# Playing It Cool
Playing It Cool ist eine US-amerikanische Romantikkomödie von Regisseur Justin Reardon und Drehbuchautor Chris Shafer und Paul Vicknair. In den Hauptrollen spielen die Darsteller Chris Evans und Michelle Monaghan. Der Film wurde zuerst am 31. März 2015 auf Video-on-Demand herausgebracht, bevor es am 8. Mai 2015 eine limitierte Veröffentlichung durch Vertical Entertainment gab.

## Handlung
Der Ich-Erzähler ist ein Drehbuchautor, der Actionfilme schreiben will, aber sein Agent Bryan möchte, dass er zuerst romantische Komödien schreibt. ICH glaubt aber nicht an die Liebe und findet deshalb das Schreiben über die Liebe schwierig. Dann trifft er SIE, verliebt sich in SIE, nur um danach zu entdecken, dass SIE mit Stuffy verlobt ist.
ICH, der den Glauben an die Liebe verloren hat, als er als kleiner Junge von seiner Mutter verlassen und von seinem Großvater aufgezogen wurde, und an Bindungsangst leidet, kann SIE dennoch nicht vergessen und versucht sich mit ihr anzufreunden. SIE lässt die beginnende Freundschaft zu, da auch SIE Zuneigung verspürt. Um die sexuelle Anspannung zu lösen, schlafen die beiden miteinander. Während bei ihm dadurch Hoffnungen auf mehr geweckt werden, bekräftigt sie, dass sie ihren Freund nicht verlassen will.
SIE verlobt sich mit ihrem Freund, während ICH sich mit seiner eigenen Gefühlswelt auseinandersetzt und sich Ratschläge von seinen Freunden holt. Als sein Großvater stirbt, ist ICH tief getroffen. Er fasst den Mut um SIE zu kämpfen und fliegt nach San Francisco um ihre Hochzeit zu verhindern. Während ICH scheinbar zu spät am Ort der Hochzeit ankommt, erklärt SIE, dass sie erkannt hat, dass ihr Verlobter doch nicht der Richtige für sie ist.

## Produktion
Das Drehbuch für den Film hat ursprünglich den Titel A Many Splintered Thing und war zuerst auf der Black List und war 2011 ein Finalist beim Nicholl Fellowships in Screenwriting.
Die Dreharbeiten begannen Ende 2012 in Los Angeles und wurden Anfang 2013 beendet. Der Film wurde von Voltage Pictures und Wonderland Sound and Vision produziert. Der Trailer wurde am 17. September 2014 veröffentlicht.
Der Film wurde am 26. September 2014 in Estland, am 17. Oktober 2014 in Lettland, am 23. Oktober 2014 in Südkorea und am 26. Dezember 2014 in Rumänien veröffentlicht. Am 26. Februar 2015 wurde der Film in Schweden auf DVD und Blu-ray herausgegeben. Die Veröffentlichung in Bulgarien war am 6. März 2015 und am 7. Mai 2015 in Singapur. Die Veröffentlichung in Chile war am 28. Mai 2015 und am 11. Juni 2015 in Brasilien. Am 5. November wurde bekannt gegeben, dass Vertical Entertainment die US-Vertriebsrechte erworben hat und die Veröffentlichung 2015 plant. Im Februar 2015 wurde der Film exklusiv bei DirecTV Cinema veröffentlicht. Am 31. März kam er auf Video-on-Demand heraus und am 8. Mai per limitierter Veröffentlichung. Am 11. April 2015 hatte er Premiere auf dem Dallas International Film Festival. Am 27. Februar 2015 wurde er in Kanada als Video-on-Demand veröffentlicht.

## Rezeptionen
Der Film wurde von den Kritikern von Rotten Tomatoes mit 16 % sehr schlecht bewertet.

## Heimveröffentlichung
Der Film wurde in Schweden am 26. Februar 2015 auf DVD und Blu-ray veröffentlicht und in den USA am 26. Juni 2015 auf DVD. In Kanada wurde er auf DVD am 5. Mai 2015 veröffentlicht.